# Prodigy (comics)
Pour les articles homonymes, voir Prodigy.
Prodigy est un nom utilisé par plusieurs super-héros appartenant à l’univers de Marvel Comics.

## Prodigy I: Spider-Man
L'identité de Prodigy a un temps été adoptée, en même temps que trois autres, par Spider-Man lors de la saga Spider-Man: Identity Crisis, alors qu’il était accusé de meurtre

## Prodigy II: Ritchie Gilmore
Le costume de Prodigy, délaissé par Spider-Man, sera plus tard repris par Ritchie Gilmore dans le cadre de la série Slingers.

## Prodigy III: David Alleyne
Prodigy, alias David Alleyne, est un super héros membre des Nouveaux Mutants. des Young Avengers; et de Facteur-X.

### Biographie
David Alleyne est un garçon naturellement intelligent, qui découvre en devenant adolescent que les réponses à ses examens et devoirs commencent à apparaître dans sa tête chaque fois qu'il se trouve dans la même pièce que ses professeurs. Il se rend compte qu'il est un mutant capable de savoir tout ce que les gens à proximité savent. Voulant conserver ces connaissances, David est poussé à étudier encore plus dur. Il suit des cours de niveau universitaire tout en terminant ses études secondaires et laisse des allusions subtiles à sa famille sur ses pouvoirs, mais ils ne réalisent pas qu'il est un mutant jusqu'à ce que le groupe anti-mutant du campus le prend pour cible. Réalisant qu'il ne peut plus être un mutant en secret, David accepte une invitation de Danielle Moonstar à fréquenter l'Institut Xavier pour l'enseignement supérieur. Ses parents et sa sœur soutiennent sa décision. Plus tard, David rencontre Surge, pour qui il éprouve un 'intérêt immédiat. Il intègre alors une équipe appelée « les nouveaux mutants », et David reçoit le nom de code Prodigy. N'aimant pas l'idée qu'il soit préparé pour devenir un X-Man, David refuse d'être le chef d'équipe, laissant le poste à Wind Dancer. Cependant, elle perd rapidement confiance en sa capacité à diriger. Ils font des compromis en devenant co-leaders d'équipe. Estimant qu'il constitue un handicap au combat car les connaissances de son pouvoir mutant sont éphémères, Prodigy apprend d'Emma Frost qu'il a un blocage mental qui l'empêche de conserver définitivement ses connaissances.
Dans le scénario "Decimation" suivant les événements de House of M, David est l'un des nombreux mutants qui perd ses pouvoirs à cause de la sorcière rouge. Prévoyant de quitter l'école, David révèle qu'il a construit une « grotte du danger » pour remplacer la salle du danger détruite avant de perdre ses pouvoirs. L'installation permet à ses coéquipiers de s'entraîner en revivant d'anciennes missions X-Men. Les parents de David et Cyclope décident qu'il serait plus sûr pour David de rester au manoir puisque William Stryker cible également les mutants dépourvus de pouvoir. Lorsque Stryker attaque le manoir, David sauve les Stepford Cukoos et est blessé par l'un des purificateurs. Il rejoint les New X-Men.. Après son retour au manoir, il est invité à rejoindre sa petite amie Surge pour diriger l'équipe New X-Men.
Dans le scénario " Quest for Magik ", le démon Belasco sent la présence revenue de Magik en raison de sa renaissance temporaire pendant House of M, mais ne peut pas la localiser et ne parvient pas à la faire revivre par magie (au lieu de créer la forme sombre et sans âme d'Illyana appelée Darkchilde, qui il bannit avec dégoût). Sentant sa présence sur les étudiants de l'Institut en raison de leur implication avec elle dans la réalité de "House of M", il neutralise les X-Men et aspire les étudiants dans les Limbes, y compris David, dont la vue a été restaurée à une vision normale par Josh en utilisant son expertise médicale nouvellement acquise. Belasco interroge David pour savoir où elle se trouve, mais comme aucun des étudiants ne se souvient de la réalité de la Maison M, il est confus et lui dit qu'elle est toujours morte. Enragé, Belasco tue David en lui arrachant le cœur. Certains étudiants se libèrent et attaquent Belasco, tandis que Josh parvient à faire immédiatement repousser le cœur de David grâce à ses pouvoirs, le ramenant à la vie.
La relation entre Prodigy et Surge prend fin peu de temps après. Apprenant l'expérience de mort imminente de David dans les Limbes, Surge craint pour sa sécurité et tente de le forcer à quitter l'école en embrassant Hellion devant lui. David se prépare à partir, mais est confronté aux Cuckoos, qui proposent de supprimer ses blocages mentaux en guise de remerciement pour les avoir sauvés lors de l'attaque de Stryker, restaurant ainsi toutes les connaissances et compétences passées qu'il a absorbées lorsqu'il avait ses pouvoirs. Bien qu'il ne puisse plus absorber les connaissances des autres, il possède désormais les connaissances et les compétences collectives de chaque individu qu'il a absorbé avant le début de Decimation, y compris la vaste expertise médicale et technologique de Beast et les compétences de combat d'élite de plusieurs X-Men. Utilisant les arts martiaux du Krav Maga empruntés à Wolverine et Shadowcat, il affiche ses nouveaux atouts en battant Hellion au combat, pleinement conscient que le baiser n'était qu'un stratagème. Il rompt ensuite avec Surge et est nommé instructeur remplaçant par Cyclope.
Amer et désillusionné par la manipulation de Cyclope, David est vu plus tard travailler dans un centre d'appels surhumain, où il utilise ses connaissances pour aider diverses personnes à résoudre des crises surhumaines. Alors qu'il y est employé, il rencontre et se lie d'amitié avec Tommy Shepherd, l'ancien Young Avenger Speed. Les deux travaillent ensemble sur une surveillance pour attraper un voleur habillé en Patriot, mais le plan tourne mal lorsque le criminel dissipe le corps de Tommy puis disparaît. Il rejoint les Young Avengers pour les aider à trouver Speed et alors qu'il est bloqué dans une autre dimension avec Hulkling, il l'embrasse. Dans le numéro 9, il révèle qu'il est bisexuel. Après que le principal méchant du Vol ait été éliminé, il parlait à Patri-not et a émis une théorie selon laquelle il deviendrait Patri-not à l'avenir. Pendant ce temps, il embrasse accidentellement l'entité, permettant à Tommy de réapparaître. Leur relation est ensuite revisitée dans Lords Of Empyre : Emperor Hulkling, où ils sont apparemment ensemble.
Il est montré plus tard que Prodigy auditionne pour devenir l'expert en sécurité de la nouvelle Stark Industries, bien qu'il perde le poste au profit d'Ant-Man.
Prodigy s'inscrit à l'Université extra-dimensionnelle de Sotomayor. Il développe une étroite amitié avec le super-héros America Chavez. Il contribue à protéger l’université contre de multiples menaces, externes et internes. Prodige se fait ses propres amis, par exemple avec la fraternité Sotomayor appelée « Les Bêtas » et un groupe extérieur d'alliés officieusement connu sous le nom de « Guérillas Chávez »
Après avoir retrouvé ses pouvoirs grâce à l'utilisation des protocoles de résurrection de Krakoa, Prodigy a récemment rejoint une nouvelle équipe X-factor, constituée pour enquêter sur les morts suspectes de mutants avant que lesdits protocoles de résurrection puissent être utilisés sur eux. Lui et Forge participent à une course automobile avec la technologie organique Krakoan. Il réconforte également Wolfsbane (Rahne Sinclair) sur l'impossibilité de ressusciter son demi-dieu avec l'Asgardien Hrimhari. Il est également apparu avec d'autres mutants (Frenzy, Storm, Bling ! et Nezhno) dans la ligne de défense du Wakanda par T'Challa contre une invasion.
Dans le one-shot Lords of Empyre : Emperor Hulkling, écrit par Chip Zdarsky et l'auteur queer Anthony Oliveira, autour d'Empyre, l'événement crossover de Marvel de l'été 2020, Oliveira amène Prodigy et Speed dans le canon en tant que couple, buvant avec Hulkling, qui affirme qu'ils « boivent toujours exactement un verre et demi et commencent à s'embrasser ».

### Sexualité
Durant plusieurs épisodes de New X-Men: Academy X il s'avère qu'il vit une idylle avec sa coéquipière Noriko Ashida, alias Surge. Cependant il  est bisexuel et éprouvera une attirance pour son partenaire Hulkling dans un premier temps. Il aura par la suite une aventure avec son autre partenaire des young avengers; Speed.

### Pouvoirs et équipement
Pour l'instant, ces pouvoirs se manifestent par la simple capacité de « capter » les connaissances de toute personne se trouvant près de lui. Ainsi, s'il est proche de son prof de maths, il sera immédiatement un génie, si Wolverine est près de lui, il deviendra instantanément un combattant aguerri. Grâce à ce pouvoir, il a pu aussi acquérir des compétences en arts mystiques en côtoyant Docteur Strange et Wiccan Lors de M-Day, il a perdu ses pouvoirs comme un grand nombre de mutants. Mais les Stepford Cuckoos lui donnent cependant l'opportunité d'avoir accès à toutes les connaissances qu'il a pu obtenir. Alors qu’il fut tué, Prodigy est ramené à la vie. Ce qui lui a restauré ses pouvoirs de base.
Prodige avait initialement besoin de verres correcteurs en raison de sa mauvaise vue jusqu'à ce que sa vision soit corrigée par Elixir grâce à sa Biokinésie. Il porte des lunettes digitales lui permettant d’interagir avec les ordinateurs ou d'analyser rapidement un grand nombre de données.